# Zvorănești
Zvorănești – wieś w Rumunii, w okręgu Neamț, w gminie Timișești. W 2011 roku liczyła 147 mieszkańców.